# Manfred Hirschbach
Manfred Hirschbach (* 1952 in Stuttgart) ist ein deutscher Jazz- und Bluesmusiker (Piano, Gesang).

## Leben
Hirschbach trat erstmals 1969 mit der Band Breakfast in Erscheinung und arbeitete in den Folgejahren sowohl als Musiker als auch als Komponist und Texter. So trat er ab 1970 in Vorbands unter anderem mit Canned Heat, Country Joe McDonald, UFO und Mott the Hoople auf und veröffentlichte Tonträger mit Musikern wie David Hanselmann (Jump and Shout, Somebody′s Watchin′ You, Let the Music Carry On) und Joan Orleans. Als Songwriter war er unter anderem für The Winners und Wolfgang Fierek tätig.
Ebenso veröffentlichte er einige Soloalben. Unter anderem On the Move (2003) und Tell Me Where the Music Is (2011).

## Diskografie (Auswahl)
- Stuttgart: Airplay (X Records, 1981)
- Piano Solo (UMS 1995)
- No3: Don't Look Back (Chaos, 1998)
- On the Move (Housemaster Records, 2003)
- Cube: Let It Flow (Blue Flame Records, 2015)[2]